# Le Gua (Isère)
Le Gua è un comune francese di 1 935 abitanti situato nel dipartimento dell'Isère della regione dell'Alvernia-Rodano-Alpi. La località è nota per la sua Fontana ardente, fenomeno dovuto alla fuoriuscita continua di un gas combustibile dal sottosuolo.

## Società

### Evoluzione demografica
Abitanti censiti